# Benz 20/35 PS
La Benz 20/35 PS era un'autovettura di lusso prodotta dal 1909 al 1910 dalla Casa automobilistica tedesca Benz & Cie.

## Storia e caratteristiche
Nella sua breve carriera, durata meno di due anni, la 20/35 PS ha raccolto l'eredità della precedente 28/30 PS. Si trattava anche in questo caso di una vettura di lusso disponibile principalmente come doppelphaeton (in tedesco "doppio phaeton"), limousine o landaulet.

La struttura era quella tipica dell'epoca, con telaio in lamiera d'acciaio stampata e sospensioni ad assale rigido con molle a balestra. L'impianto frenante prevedeva per il dispositivo a pedale un sistema a ceppi che agivano sull'albero di trasmissione, mentre il freno a mano era a ganasce e agiva sulle ruote posteriori.

La trasmissione poteva essere a catena o ad albero cardanico: a seconda dei casi variava la misura del passo. Infatti, per una 28/35 PS con trasmissione a catena, l'interasse era di 3.21 m, mentre nel caso di una versione on trasmissione ad albero cardanico il passo poteva misurare 3.09 oppure 3.2 metri. Il cambio era a 4 marce, con frizione a cono.

Il motore montato sulla 28/35 PS era un 4 cilindri in linea di tipo biblocco, con distribuzione a valvole laterali che seguiva il cosiddetto schema a T, vale a dire: valvole d'aspirazione su un lato e valvole di scarico sul lato opposto. Gli assi a camme erano quindi due, uno per ogni fila di valvole, sistemati anch'essi sui due lati del motore e mossi a loro volta da ingranaggi cilindrici. Inizialmente la cilindrata era di 5195 cm³, ma all'inizio del 1910 venne ridotta a 4850 cm³, proponendo una versione a corsa accorciata del precedente motore da 5.2 litri. In entrambi i casi l'alimentazione era ovviamente a carburatore, mentre la potenza massima era di 35 CV a 1400 giri/min.

Le prestazioni erano di tutto rispetto, pur non essendo al top della categoria: la velocità massima raggiungeva infatti i 75 km/h. La 28/35 PS divenne nota anche per le sue qualità di robustezza e affidabilità.

La produzione della vettura cessò alla fine del 1910, ma la sua sostituta non sarebbe giunta che nel 1912 e avrebbe preso il nome di 16/35 PS.